# Four Corners (Texas)
Four Corners és una concentració de població designada pel cens dels Estats Units a l'estat de Texas. Segons el cens del 2000 tenia 2.954 habitants.

## Demografia
Segons el cens del 2000, Four Corners tenia 2.954 habitants, 775 habitatges, i 702 famílies. La densitat de població era de 400,2 habitants per km².
Dels 775 habitatges en un 57,4% hi vivien nens de menys de 18 anys, en un 74,3% hi vivien parelles casades, en un 10,2% dones solteres, i en un 9,4% no eren unitats familiars. En el 7,2% dels habitatges hi vivien persones soles el 2,7% de les quals corresponia a persones de 65 anys o més que vivien soles. El nombre mitjà de persones vivint en cada habitatge era de 3,81 i el nombre mitjà de persones que vivien en cada família era de 4,02.
Per edats la població es repartia de la següent manera: un 36,7% tenia menys de 18 anys, un 10% entre 18 i 24, un 29,1% entre 25 i 44, un 19,3% de 45 a 60 i un 4,8% 65 anys o més.
L'edat mediana era de 28 anys. Per cada 100 dones de 18 o més anys hi havia 97,8 homes.
La renda mediana per habitatge era de 63.534 $ i la renda mediana per família de 65.200 $. Els homes tenien una renda mediana de 34.821 $ mentre que les dones 40.272 $. La renda per capita de la població era de 19.826 $. Aproximadament el 12,1% de les famílies i el 16,3% de la població estaven per davall del llindar de pobresa.

## Poblacions més properes
El següent diagrama mostra les poblacions més properes.